# Trichoniscoides consoranensis
Trichoniscoides consoranensis är en kräftdjursart som beskrevs av Albert Vandel 1952B. Trichoniscoides consoranensis ingår i släktet Trichoniscoides och familjen Trichoniscidae.

## Underarter
Arten delas in i följande underarter:
- T. c. consoranensis
- T. c. endogeus
- T. c. racovitzai